# Russische Mannschaftsmeisterschaft der Frauen im Schach
Die russische Mannschaftsmeisterschaft der Frauen im Schach (russisch Командный чемпионат России по шахматам среди женщин) ist eine Schachveranstaltung, die von dem russischen Sportministerium sowie von dem nationalen Schachverband organisiert wird. Die besten Teams sind für die nächste Europameisterschaft der Vereine (European Club Cup) spielberechtigt.

## Geschichte
Die Mannschaftsmeisterschaft der Frauen fand in Russland erstmals im Dezember 2000 statt. Sie geht auf eine Initiative des Schachorganisatoren aus der Teilrepublik Tatarstan Nail Muchamedsjanow zurück. Am ersten Wettbewerb, der als Rundenturnier in einem Sportlager unweit von Moskau durchgeführt wurde, nahmen sechs Mannschaften teil. Anfangs bestanden die Teams aus einheimischen Spielerinnen. Die erste Legionärin war Lilit Mkrttschjan aus Armenien im Jahr 2004. Seit diesem Jahr wird das Damenturnier parallel zur offenen Meisterschaft am selben Ort ausgetragen. Unter den Spielerinnen waren bereits die Schachweltmeisterinnen Antoaneta Stefanowa, Xu Yuhua, Alexandra Kostenjuk, Hou Yifan und Anna Uschenina anwesend. Im Jahr 2014 wurde ein Negativrekord bei der Anzahl der Teilnehmer verzeichnet. Nur vier Mannschaften reisten nach Sotschi, um einen Sieger nach zwei Runden zu ermitteln. Der European Club Cup wurde bislang zweimal von einer russischen Mannschaft gewonnen.

## Bestplatzierte Mannschaften
| Auflage | Auflage | Ort                        | Platz 1 | Platz 2 | Platz 3 |
| ------- | ------- | -------------------------- | --- | --- | --- |
| I       | 2000    | Oblast Moskau              | Schyschmaty Tscheljabinsk (Tatjana Schumjakina, Tatjana Grabusowa, Galina Strutinskaja, Julija Kotschetkowa, Aigul Baisalova)                        | Nadeschda Serpuchow | Kemerowo |
| II      | 2001    | Selenodolsk                | Lentransgas Sankt Petersburg (Jekaterina Polownikowa, Jewgenija Owod, Olga Zimina, Olga Stjaschkina, Irina Sudakowa)                                 | Ladja Kasan (Jelena Sajaz, Tatjana Schadrina, Julija Maschinskaja, Luisa Chusnutdinowa, Sandugatsch Schaidullina)                             | Schyschmaty Tscheljabinsk (Tatjana Schumjakina, Tatjana Grabusowa, Julija Galjanina, Galina Strutinskaja, Julija Kotschetkowa)        |
| III     | 2002    | Sankt Petersburg           | Lentransgas Sankt Petersburg (Jekaterina Polownikowa, Olga Zimina, Jewgenija Owod, Olga Stjaschkina)                                                 | Sibneft Tomsk (Julija Djomina, Irina Krjukowa, Jekaterina Ubijennych, Jekaterina Kinjowa)                                                     | Schyschmaty Tscheljabinsk (Julija Galjanina, Tatjana Schumjakina, Galina Strutinskaja, Julija Kotschetkowa)                           |
| IV      | 2003    | Samara                     | Ladja Kasan (Alissa Galljamowa, Jelena Sajaz, Tamara Tschistjakowa, Julija Maschinskaja, Sandugatsch Schaidullina)                                   | FINEC Sankt Petersburg (Irina Slawina, Jekaterina Korbut, Irina Sudakowa, Anna Dorofejewa, Jelena Bystrjakowa)                                | Ladja-Zsdjuschor Kasan (Luisa Chusnutdinowa, Natalja Sainullina, Karina Ambarzumowa, Jekaterina Parchomenko, Elina Sakirowa)          |
| V       | 2004    | Sotschi                    | FINEC Sankt Petersburg (Irina Slawina, Julija Djomina, Irina Sudakowa, Jekaterina Korbut, Jelena Bystrjakowa)                                        | Ladja Kasan (Alissa Galljamowa, Swetlana Matwejewa, Jelena Sajaz, Sandugatsch Schaidullina, Tamara Tschistjakowa)                             | Tschigorin-Schachklub Sankt Petersburg (Jewgenija Owod, Nina Sirotkina, Tatjana Iwanowa, Anna Duschenok, Tatjana Moltschanowa)        |
| VI      | 2005    | Sotschi                    | AWS Krasnoturjinsk (Antoaneta Stefanowa, Natalja Schukowa, Tatjana Kossinzewa, Nadeschda Kossinzewa, Marija Kursowa)                                 | Südural Tscheljabinsk (Jekaterina Kowalewskaja, Jekaterina Lagno, Lilit Mkrttschjan, Tatjana Schumjakina, Julija Kotschetkowa)                | FINEC-1 Sankt Petersburg (Irina Slawina, Julija Djomina, Irina Sudakowa, Jekaterina Korbut, Tatjana Schadrina)                        |
| VII     | 2006    | Sotschi                    | AWS Krasnoturjinsk (Antoaneta Stefanowa, Tatjana Kossinzewa, Nadeschda Kossinzewa, Anna Musytschuk, Marija Kursowa)                                  | Südural Tscheljabinsk (Jekaterina Kowalewskaja, Jekaterina Lagno, Lilit Mkrttschjan, Julija Kotschetkowa, Tatjana Schumjakina)                | FINEC-1 Sankt Petersburg (Viktorija Čmilytė, Irina Turowa, Julija Djomina, Jekaterina Korbut, Irina Sudakowa)                         |
| VIII    | 2007    | Sotschi                    | Ladja Kasan (Alissa Galljamowa, Jelena Sajaz, Inna Gaponenko, Tamara Tschistjakowa, Sandugatsch Schaidullina)                                        | Südural Tscheljabinsk (Hou Yifan, Jekaterina Lagno, Jekaterina Kowalewskaja, Julija Kotschetkowa, Tatjana Schumjakina)                        | AWS Krasnoturjinsk (Antoaneta Stefanowa, Swetlana Matwejewa, Anna Musytschuk, Jelena Tairowa, Natalja Pogonina)                       |
| IX      | 2008    | Sotschi                    | FINEC-1 Sankt Petersburg (Jekaterina Korbut, Viktorija Čmilytė, Natalja Schukowa, Julija Djomina, Irina Turowa)                                      | Spartak Widnoje (Zhao Xue, Xu Yuhua, Tatjana Kossinzewa, Nadeschda Kossinzewa, Jelena Tairowa)                                                | Ekonomist-SGSEU-1 Saratow (Baira Kowanowa, Anna Uschenina, Walentina Gunina, Maria Kursova, D. Harika)                                |
| X       | 2009    | Sotschi                    | Spartak Widnoje (Antoaneta Stefanowa, Tatjana Kossinzewa, Nadeschda Kossinzewa, Jekaterina Lagno, Jewgenija Owod)                                    | AWS Krasnoturjinsk (Xu Yuhua, Anna Musytschuk, Natalja Pogonina, Tatjana Schadrina, Marina Romanko)                                           | Ekonomist-SGSEU-1 Saratow (Zhao Xue, Anna Uschenina, Baira Kowanowa, Irina Wassilewitsch, Marija Kursowa)                             |
| XI      | 2010    | Sotschi                    | Schachföderation Sankt Petersburg (Viktorija Čmilytė, Monika Soćko, Ketewan Arachamia-Grant, Ekaterina Atalık, Anastassija Bodnaruk, Julija Djomina) | Giproretschtrans Moskau (Natalja Schukowa, Batchujagiin Möngöntuul, Jelena Sajaz, Irina Wassilewitsch, Marija Fominych)                       | AWS Krasnoturjinsk (Antoaneta Stefanowa, Anna Musytschuk, Natalja Pogonina, Marija Musytschuk, Anastassija Sawina, Tatjana Schadrina) |
| XII     | 2011    | Olginka (Region Krasnodar) | SchSM-RGSU Moskau (Alexandra Kostenjuk, Walentina Gunina, Marina Romanko, Olga Girja, Alina Kaschlinskaja)                                           | Giproretschtrans Moskau (Natalja Schukowa, Batchujagiin Möngöntuul, Jelena Sajaz, Irina Wassilewitsch, Marija Fominych)                       | AWS Krasnoturjinsk (Antoaneta Stefanowa, Jekaterina Lagno, Natalja Pogonina, Marija Musytschuk, Anastassija Sawina)                   |
| XIII    | 2012    | Sotschi                    | Ladja Kasan (Nadeschda Kossinzewa, Walentina Gunina, Alissa Galljamowa, Natalja Schukowa, Darja Tscharotschkina)                                     | Jugra Chanty-Mansijsk (Baira Kowanowa, Olga Girja, Marina Romanko, Tatjana Schadrina, Marija Besgodowa)                                       | SchSM-RGSU Moskau (Alexandra Kostenjuk, Jekaterina Kowalewskaja, Alina Kaschlinskaja, Anastassija Sawina, Warwara Saulina)            |
| XIV     | 2013    | Sotschi                    | Jugra Chanty-Mansijsk (Anna Uschenina, Natalja Pogonina, Baira Kowanowa, Marina Romanko, Tatjana Schadrina)                                          | SchSM-Nasche nasledije Moskau (Alexandra Kostenjuk, Walentina Gunina, Olga Girja, Jekaterina Kowalewskaja, Anastassija Sawina)                | AGU Beloretschensk (Jekaterina Lagno, Inna Gaponenko, Alina Kaschlinskaja, Marina Barajewa, Irina Barajewa)                           |
| XV      | 2014    | Sotschi                    | Jugra Chanty-Mansijsk (Viktorija Čmilytė, Natalja Pogonina, Baira Kowanowa, Marina Gussewa, Tatjana Schadrina)                                       | SchSM-Nasche nasledije Moskau (Walentina Gunina, Jekaterina Kowalewskaja, Alina Kaschlinskaja, Darja Tscharotschkina, Anastassija Sawina)     | Ladja Kasan (Alissa Galljamowa, Ekaterina Atalık, Jelena Sajaz, Nino Baziaschwili, Karina Ambarzumowa)                                |
| XVI     | 2015    | Sotschi                    | SchSM-Nasche nasledije Moskau (Alexandra Kostenjuk, Walentina Gunina, Olga Girja, Jekaterina Kowalewskaja, Alina Kaschlinskaja)                      | Sdjuschor SchSch Sankt Petersburg (Anastassija Bodnaruk, Jewgenija Owod, Dina Belenkaja, Alina Balajan)                                       | Jugra Chanty-Mansijsk (Anna Uschenina, Natalja Pogonina, Lilit Mkrttschjan, Marina Gussewa, Baira Kowanowa)                           |
| XVII    | 2016    | Sotschi                    | SchSM-Legacy Square Capital Moskau (Alexandra Kostenjuk, Jekaterina Lagno, Jekaterina Kowalewskaja, Alina Kaschlinskaja, Anastassija Sawina)         | Sdjuschor SchSch Sankt Petersburg (Anastassija Bodnaruk, Jewgenija Owod, Dina Belenkaja, Anna Stjaschkina, Alina Balajan)                     | Jugra Chanty-Mansijsk (Anna Uschenina, Natalja Pogonina, Lilit Mkrttschjan, Marina Netschajewa, Baira Kowanowa)                       |
| XVIII   | 2017    | Sotschi                    | Jugra Chanty-Mansijsk (Anna Uschenina, Natalja Pogonina, Olga Girja, Marina Netschajewa, Baira Kowanowa)                                             | SchSM-Legacy Square Capital Moskau (Alexandra Kostenjuk, Alina Kaschlinskaja, Jekaterina Kowalewskaja, Darja Pustowoitowa, Polina Schuwalowa) | Sdjuschor SchSch Sankt Petersburg (Anastassija Bodnaruk, Jewgenija Owod, Dina Belenkaja, Anna Stjaschkina, Wiktorija Tschernjak)      |
| XIX     | 2018    | Sotschi                    | Jugra Chanty-Mansijsk (Anna Uschenina, Natalja Pogonina, Olga Girja, Marina Netschajewa, Baira Kowanowa)                                             | SchSM-Legacy Square Capital Moskau (Alexandra Kostenjuk, Alina Kaschlinskaja, Jekaterina Kowalewskaja, Polina Schuwalowa, Darja Woit)         | Sschor SchSch Sankt Petersburg (Anastassija Bodnaruk, Jewgenija Owod, Dina Belenkaja, Anna Stjaschkina, Alina Balajan)                |
| XX      | 2019    | Sotschi                    | Jugra Chanty-Mansijsk (Anna Uschenina, Natalja Pogonina, Olga Girja, Marina Gussewa, Baira Kowanowa)                                                 | Sschor SchSch Sankt Petersburg (Anastassija Bodnaruk, Jewgenija Owod, Dina Belenkaja, Anna Stjaschkina, Alina Balajan)                        | SchSM-Legacy Square Capital Moskau (Alexandra Kostenjuk, Polina Schuwalowa, Jekaterina Kowalewskaja, Alina Biwol, Darja Woit)         |
| XXI     | 2020    | Sotschi                    | FSchM Moskau (Polina Schuwalowa, Jekaterina Kowalewskaja, Alina Biwol, Darja Woit, Dinara Dordschijewa)                                              | Jugra Chanty-Mansijsk (Natalja Pogonina, Olga Girja, Wolha Badelka, Marina Gussewa, Baira Kowanowa)                                           | Kimmerija Krim (Tatjana Wassilewitsch, Oxana Grizajewa, Jelena Tomilowa, Margarita Potapowa, Natalja Iljina)                          |
| XXII    | 2021    | Sotschi                    | Moskau (Jekaterina Lagno, Polina Schuwalowa, Alexandra Kostenjuk, Alina Biwol, Darja Woit)                                                           | Juschny Ural-1 Oblast Tscheljabinsk (Walentina Gunina, Wolha Badelka, Alexandra Malzewskaja, Jelisaweta Soloschenkina, Jana Muchina)          | Jugra Chanty-Mansijsk (Anna Uschenina, Natalja Pogonina, Olga Girja, Marina Gussewa, Baira Kowanowa)                                  |
| XXIII   | 2022    | Sotschi                    | Jugra Chanty-Mansijsk (Natalja Pogonina, Olga Girja, Leja Garifullina, Marina Gussewa, Baira Kowanowa)                                               | Juschny Ural-1 Oblast Tscheljabinsk (Walentina Gunina, Wolha Badelka, Alexandra Malzewskaja, Jekaterina Golzewa, Jelisaweta Soloschenkina)    | Moskau (Jekaterina Lagno, Polina Schuwalowa, Alina Biwol, Darja Woit, Jekaterina Borissowa)                                           |
| XXIV    | 2023    | Sotschi                    | Moskau (Walentina Gunina, Alina Biwol, Darja Woit, Alexandra Obolenzewa, Jekaterina Borissowa)                                                       | Oblast Moskau-1 (Natalja Pogonina, Jekaterina Golzewa, Baira Kowanowa, Marina Gussewa, Jelena Semjonowa)                                      | Oblast Moskau (Margarita Lyssenko, Anastassija Paramsina, Irina Sudakowa, Jekaterina Smirnowa, Glafira Ussatschowa)                   |
| XXV     | 2024    | Sotschi                    | Sima-land Oblast Swerdlowsk (Leja Garifullina, Natalja Pogonina, Marina Kornewa, Jekaterina Golzewa, Anastassija Dubnikowa)                          | Moskau (Walentina Gunina, Wolha Badelka, Alina Biwol, Darja Woit, Anna Schuchman)                                                             | Oblast Moskau (Baira Kowanowa, Margarita Lyssenko, Irina Sudakowa, Jekaterina Smirnowa, Iren Ljuzinger)                               |
| XXVI    | 2025    | Sotschi                    | Sschor SchSch 1 Sankt Petersburg (Anastassija Bodnaruk, Olga Karmanowa, Marija Jakimowa, Tatjana Getman, Marina Kusnezowa)                           | Sschor SchSch 2 Sankt Petersburg (Aljona Garmasch, Darja Jurassowa, Anastassia Sinitsina, Weronika Judina, Jelisaweta Dorochina)              | Sima-land Oblast Swerdlowsk (Leja Garifullina, Natalja Pogonina, Jekaterina Golzewa, Marina Kornewa, Anastassija Dubnikowa)           |